# Maxera morosa
Maxera morosa är en fjärilsart som beskrevs av Walker 1865. Maxera morosa ingår i släktet Maxera och familjen nattflyn. Inga underarter finns listade i Catalogue of Life.